# Timsusín
Timsusín (en árabe: تيمزوجين‎, en francés: Timezzoujine) es una localidad marroquí perteneciente al municipio de Arkemán, en la región Oriental. Desde 1912 hasta 1956 perteneció a la zona norte del Protectorado español de Marruecos.